# Michael Damian
 (juillet 2024).
Pour les articles homonymes, voir Damian.
Michael Damian est un acteur, chanteur, producteur, réalisateur et scénariste américain né le 26 avril 1962 à San Diego, en Californie (États-Unis).

## Biographie
Michael Damian Weir est né le 26 avril 1962 à San Diego, Californie, États-Unis. 
Il épouse Janeen Best, actrice, le 18 juin 1998, en France.
Michael Damian et Janeen Best ont vécu en France de 1999 à 2002 à Frépillon. À cette époque, ils ont écrit et réalisé une série pour TF1, Red Eye, se passant à Paris, où Michael Damian joue le rôle de Julian Decker, un ancien agent de la CIA (2001).
En 2009, Michael Damian fait son retour dans les charts avec Rock On'09, une reprise de son tube Rock On sorti vingt ans plus tôt.
En 2011, il écrit et réalise le film Il était une fois à Castlebury (A Princess for Christmas) avec Katie McGrath (Merlin) et Sir Roger Moore (James Bond). Le film est diffusé aux États-Unis le 3 décembre 2011 sur Hallmark Channel, puis en France le 22 décembre 2011 sur TF1.
Michael Damian mesure 1,83 m, et il est gaucher.

## Filmographie

### Comme acteur
- 1981-1998, 2002-2004, 2008, 2012-2013, 2022- : Les Feux de l'amour  : Danny Romalotti Sr.
- 1982 : Docteurs in love : Cameo
- 1985-1986 : Drôle de vie : Flyman (3 épisodes)
- 1996 : Meurtres sur l'Iditarod : Bomber Gates (téléfilm)
- 1999 : Ölümün el yazisi : Erol Dogan
- 1999 : Justice : Scott (téléfilm)
- 2001 : Red Eye : Julian Decker / Red-Eye (téléfilm)
- 2004 : Aucun témoin : Tanner Reynolds
- 2004 : House of Forever : Matthew Clancy
- 2011 : Il était une fois à Castelbury... : Jules (téléfilm, non-crédité)
- 2020 : La valse de Noël : Chanteur (téléfilm)
- 2022 : Noel tombe à pic : Homme à bisous (non-crédité)
- 2024 : Amour, Gloire et Beauté : Danny Romalotti Sr. (2 épisodes)

### Comme producteur
- 1998 : Finders Keepers
- 1999 : Ölümün el yazisi (TV)
- 2001 : Red Eye (TV)
- 2006 : Hot Tamale
- 2016 : Free Dance (High Strung)

### Comme réalisateur
- 1998 : Finders Keepers
- 2001 : Red Eye
- 2007 : Moondance Alexander
- 2006 : Hot Tamale
- 2011 : Il était une fois à Castlebury... (A Princess for Christmas)
- 2014 : Un amour sur mesure (Love by Design)
- 2016 : Free Dance (High Strung)
- 2020 : La valse de Noël (Christmas Waltz)
- 2021 : Much Ado About Christmas
- 2022 : Noël tombe à pic (Falling for Christmas)
- 2023 : Paris Christmas Waltz
- 2024 : Irish Wish

### Comme scénariste
- 1998 : Finders Keepers
- 2001 : Red Eye (TV)
- 2006 : Hot Tamale
- 2011 : Il était une fois à Castlebury... (A Princess for Christmas) (TV)
- 2016 : Free Dance (High Strung)
- 2020 : La valse de Noël (Christmas Waltz)
- 2021 : Much Ado About Christmas
- 2023 : Paris Christmas Waltz